# Batalla de Orcinia
La batalla de Orcinia la disputaron durante las guerras de los sucesores de Alejandro Magno Antígono I Monóftalmos y Eumenes de Cardia cerca de la población homónima de Capadocia en el 319 a. C.. Concluyó con una aplastante victoria de Antígono.

## Antecedentes
Los generales de Alejandro Magno empezaron a disputarse su imperio en cuanto murió en el 323 a. C.. Pronto estalló una guerra entre ellos, en la que cada militar trató de apoderarse de parte del Estado. Uno de los más hábiles era Antígono Monóftalmos, apodado así porque había perdido un ojo en un asedio. Se enfrentó durante los primeros años de la contienda a Eumenes de Cardia, un general capaz que ya había debelado a Crátero. El segundo reparto del imperio se llevó a cabo mediante el Pacto de Triparadiso del 321 a. C., que se acordó al concluir la primera guerra de los Diádocos, contra Pérdicas. En este se estipuló que Antípatro sería el nuevo regente del imperio y que Antígono quedaría como strategos de Asia, encargado de eliminar los restos del partido de Pérdicas. Antígono asumió el mando del ejército real y, tras recibir refuerzos del ejército europeo fiel a Antípatro, marchó contra sus enemigos en Asia Menor. Primero se enfrentó a Eumenes en Capadocia, si bien hubo de dejar un fuerte contingente para vigilar a Alcetas en Pisidia, que quedaba a retaguardia. Por ello solamente pudo llevar consigo a diez mil soldados de infantería (la mitad macedonios), dos mil de caballería y treinta elefantes; Eumenes, por su parte, contaba con veinte mil peones y cinco mil jinetes. El historiador estadounidense Fred Eugene Ray creía que Antígono contaba con 9000 eran pecétairoy (6000 macedonios y el resto pantodapoi) y 3000 hoplitas. También contaba con 2000 jinetes y quizás 3000 infantes ligeros. Respecto del ejército de Eumenes, Ray lo estima en 12 000 pantopoi con sarisas, 3000 falangistas macedonios, 2000 hoplitas mercenarios, 2000 escaramuzadores asiáticos y 5000 jinetes.

## Preludio
Eumenes contaba por tanto con más infantería y caballería que su enemigo, pero ello no disuadió a este de adoptar una osada estrategia ofensiva. Eumenes estaba acampado en una llanura conveniente para la caballería, cerca de Orcinia, en la que lo sorprendió Antígono, que plantó el real en una colina cercana que dominaba el llano. Desde allí podía decidir dar batalla o no a Eumenes, según le conviniese. Además entró en tratos secretos con Apolónidas, el jefe de la caballería de Eumenes, que se mostró dispuesto a traicionar a su jefe y cambiar de bando.

## Batalla
Antígono dispuso a la falange en una línea dos veces más larga de lo habitual, lo que hizo pensar al enemigo que contaba con más fuerzas de las que en realidad tenía. Logró además que Apolónidas perpetrase su traición y se pasase a sus filas. Despachó asimismo a su propia caballería a apoderarse del bagaje de Eumenes. Estos tres elementos le permitieron lograr una aplastante victoria, pese a encontrarse teóricamente en desventaja numérica; en la batalla perecieron unos ocho mil enemigos y casi todos los demás se pasaron a sus filas.

## Consecuencias
No obstante, Eumenes logró huir con bastantes partidarios, apresó y pasó por las armas al traidor Apolónidas, evitó a la partida enemiga que trató de darle caza y volvió al campo de batalla, donde hizo enterrar a los caídos. Antígono finalmente lo alcanzó y le obligó a refugiarse en la fortaleza de Nora con sus más estrechos partidarios, unos seiscientos o setecientos hombres. Antígono lo sitió estrechamente, pero la fortaleza contaba con abundantes víveres y era casi inexpugnable. En consecuencia, Antígono encomendó la operación de cerco a un subordinado y marchó con el grueso del ejército a combatir a los demás partidarios del difunto Pérdicas: Alcetas, Polemón, Dócimo y Atalo.

### Moderna
- Billows, Richard A. (1990). Antigonos the One-Eyed and the Creation of the Hellenistic State (en inglés). Berkeley: University of California Press. ISBN 0-520-20880-3.
- Ray, Fred Eugene (2012). Greek and Macedonian Land Battles of the 4th Century B.C (en inglés). Jefferson: McFarland & Company. ISBN 9780786469734.